# Bomba
Pour les articles homonymes, voir Bomba (homonymie).
La bomba est un genre musical et une danse qui s'est développée à la fin du XVIIe siècle à Porto Rico, dans des régions où des esclaves de l'Afrique occidentale et leurs descendants ont vécu et travaillé, typiquement dans les plantations coloniales qui étaient courantes le long des plaines côtières, et en particulier la ville de Loíza.

## Histoire
La bomba s'est développée à Porto Rico au cours de la première période coloniale européenne. La première documentation sur la bomba remonte à 1797 : le botaniste André Pierre Ledru a décrit ses impressions sur les habitants locaux dansant et chantant des bombas populaires dans Voyage aux îles de Ténériffe, la Trinité, Saint-Thomas, Sainte-Croix et Porto Ricco,.
Il était interdit à ces communautés africaines d'adorer leurs dieux africains, ils ont donc fusionné leur culte à celui de Saint James. La musique de la bomba était jouée lors des cérémonies dédiées à Saint James où l'on portait le masque traditionnel, appelé vejigante en espagnol, pour faire peur aux mauvais esprits et aux pirates. La bomba a été une forme d'expression très importante pour les esclaves, leur force spirituelle. C'est une famille de rythmes et des danses mentionnées par leurs noms qui reflètent une origine africaine : babú, belén, cunyá, yubá et d'autres.
La bomba est plutôt un événement : il implique le chant, la danse et la musique. Typiquement une bomba commence par un solo de voix féminine appelée laina qui chante une expression évoquant un appel primitif. Le chœur fait une réponse antiphonale à cet appel, soutenu par les musiciens qui fournissent le rythme 2/4 ou 6/8 avec divers instruments de percussion. En attendant, les danseurs continuent leurs mouvements, par deux (mais pas en couple).
Les chants reposent sur la mélodie, l'harmonie n'est pas utilisée. Les paroles improvisées parlent des événements de la communauté.

## Caractéristiques

### Danse
Les danseurs sont essentiels à la bomba : ils défient les tambours, et leur mouvement crée un dialogue avec le solo des percussions ; le chanteur principal et le chœur répondent suivant un modèle d'appel et réponse. Typiquement, un des danseurs s'approche des musiciens et danse une série de pas rapides appelés floretea piquetes auquel un tambour répond, d'autres danseurs, à leur tour, feront de même.

### Instruments

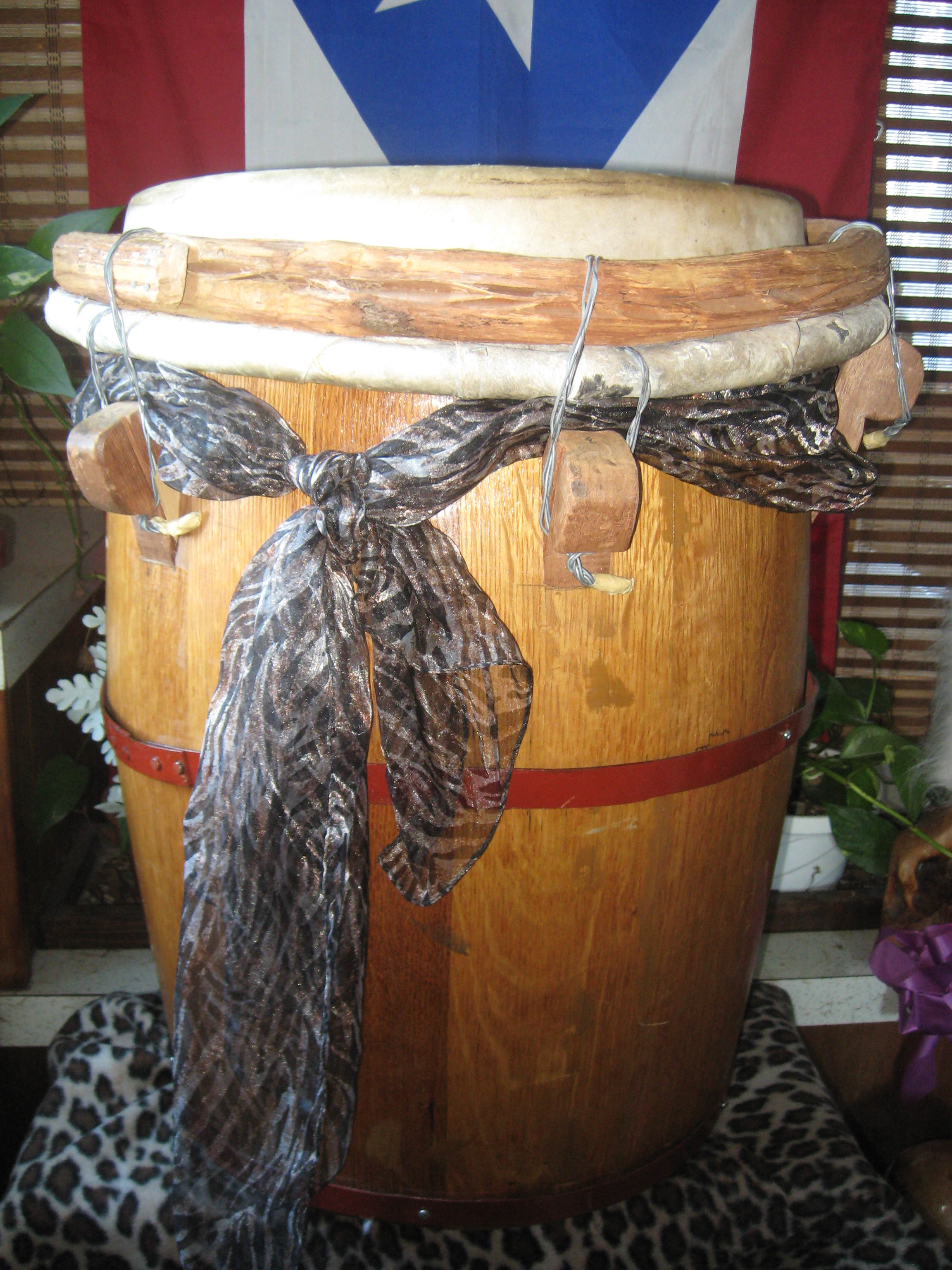
Barril de Cuña.

Les principaux instruments de la bomba sont barriles de bombas, maracas, et cuás (baguettes de bois jouées à l'origine sur les côtés d'un plus petit tambour barril),. Le güiro a été, à une époque, utilisé à Loíza à la place des maracas, mais ce n'est plus courant.
Les tambours traditionnels utilisés dans la bomba sont appelés barriles de bombas ; ils sont fabriqués à partir de barils de rhum et de peau de chèvre. Les ensembles de bomba doivent avoir au moins deux barriles de diamètres légèrement différents. Le tambour le plus petit et le plus haut est généralement un tambour solo, qui joue la partie subidor/primo.

## Artistes
Il existe de nombreux groupes qui jouent de la bomba, que ce soit dans un style traditionnel ou en fusion avec un autre style. Les joueurs traditionnels les plus connus sont la famille Cepeda, qui joue de la bomba depuis des générations, et la famille Ayala, qui a une tradition d'art ainsi que de bomba. Rafael Cortijo fait connaître la bomba au grand public avec son Combo dans les années 1950 et 1960. Le compositeur portoricain Roberto Angleró a écrit et chanté Si Dios fuera negro, un énorme succès à Porto Rico, au Pérou et en Colombie au début des années 1980. Rubén Blades en a fait une reprise ; la chanson a même été traduite en français et est devenue un petit succès en Martinique. Certains des musiciens locaux qui jouent également ce style sont Yuba Iré, Paracumbé, Bomba Siglo XXI, entre autres.
Los Pleneros de la 21 sont des musiciens de bomba / plena qui se sont rendus à Hawaï pour se produire devant la diaspora portoricaine à Hawaï.
En Californie, le genre est popularisé par Maestros de Bomba en la Bahía au centre culturel La Peña. En 1998, Son del Batey est fondé à San Juan, Porto Rico, par un groupe d'étudiants de l'université de Porto Rico à Mayagüez. L'année 1998 marque le centenaire de l'invasion de Porto Rico par les États-Unis et une période où le discours populaire se concentre sur l'identité nationale et le colonialisme dans l'ensemble de l'île.